# Château de Sandar
Le château de Sandar est une ancienne maison forte, des XVe – XVIe siècle, qui se dresse sur le territoire de la commune française de Limonest dans la métropole de Lyon en région Auvergne-Rhône-Alpes.

## Localisation
Le château de Sandar est situé dans la métropole de Lyon sur la commune de Limonest, au nord ouest de Lyon, à 3,5 kilomètres au sud du bourg sur la route de Lyon. Il domine le vallon de la Sablière.

## Histoire
Au Moyen Âge, le fief appartient à la famille du Mont d’Or ; ainsi, Radulphe, seigneur du Mont-d’Or, est cité dans un cartulaire en 1048. Il passe ensuite à la famille de Beaujeu, notamment Guichard.
Au XVIe siècle, il échoit à Claude Poculot, né en 1548, épicier et échevin de Lyon, qui avait épousé Anne Murard en 1578. Marie Poculot, fille des précédents (morte en 1657) et dame de Sandar, épouse en 1610 Claude Pellot (1588–1642), qui occupe différentes charges à Lyon : conseiller du roi, trésorier de France, prévôt des marchands, échevin. Claude Pellot (1619–1683), fils des précédents, seigneur de Sandar et de Port-David, leur succède ; il occupe plusieurs charges d’intendant avant de devenir premier président au parlement de Rouen ; il épouse successivement Claude La Camus, décédée en 1668, et, en 1669, Madeleine Colbert, cousine de Jean-Baptiste Colbert. En 1671, le précédent vend la propriété à Claude Barancy, conseiller du roi et juge général des gabelles.
Entre 1764 et 1779, la propriété appartient à la famille de Viego. En 1779, Jean-Claude Barancy rachète la propriété. Jeanne Barancy, fille du précédent, hérite du château ; elle avait épousé en 1788 Barthélemy Soulary, négociant lyonnais d’origine génoise, dont postérité (ils eurent notamment comme petit-fils Joséphin Soulary).
En 1842, Gabriel Gonin, (1811–1894), acquiert le château ; il avait épousé en 1836 Clotilde Tardieu, décédée en 1874, fille d’un négociant en droguerie ; le couple s’installe dans la propriété en 1860, après avoir entrepris des travaux de restauration. En 1895, alors qu’elle vient d’acheter la propriété, madame veuve Perret, née Dupont de Latuillerie, la lègue à la communauté des frères des écoles chrétiennes ; elle avait épousé Jean-Baptiste Perret (1815–1887). À partir de 1896, Sandar devient une école d’agriculture et d’horticulture qui abritera un temps un centre de rééducation pour les mutilés de la Grande Guerre ; en 1907, après la promulgation des décrets de fermeture des écoles congréganistes, l’établissement fait appel à des frères sécularisés et la Société des agriculteurs de France le prend sous son patronage.
L'institut Sandar est aujourd’hui un établissement privé d'enseignement secondaire et supérieur (enseignement général et agrotechnologie), sous contrat avec le ministère de l’Agriculture, de l'Agroalimentaire et de la Forêt.

## Description
Une partie des constructions forme un grand « T », la barre inférieure étant orientée nord-est/sud-ouest. Parmi les bâtiments qui constituent la barre supérieure, on remarque, d’ouest en est : au premier étage d’un bâtiment, une chapelle néo-gothique construite à la fin du XIXe siècle, éclairée par douze baies à deux lancettes ; un donjon carré couronné par une balustrade est muni aux angles de quatre poivrières ; un long bâtiment composé d’un rez-de-chaussée et d’un étage, dépourvu de fenêtres côté nord, percé d’une entrée à l’ouest, et flanqué à l’est d’une poivrière.
Le château proprement dit forme un « L » accolé à la barre inférieure du « T », avec laquelle il délimite une cour, ouverte à l’est ; il se compose d’un rez-de-chaussée, de deux étages et d’un étage de combles ; sa toiture est en ardoise.
L’ensemble donne sur des bois et une prairie ; une pièce d’eau est encore visible à l’est.

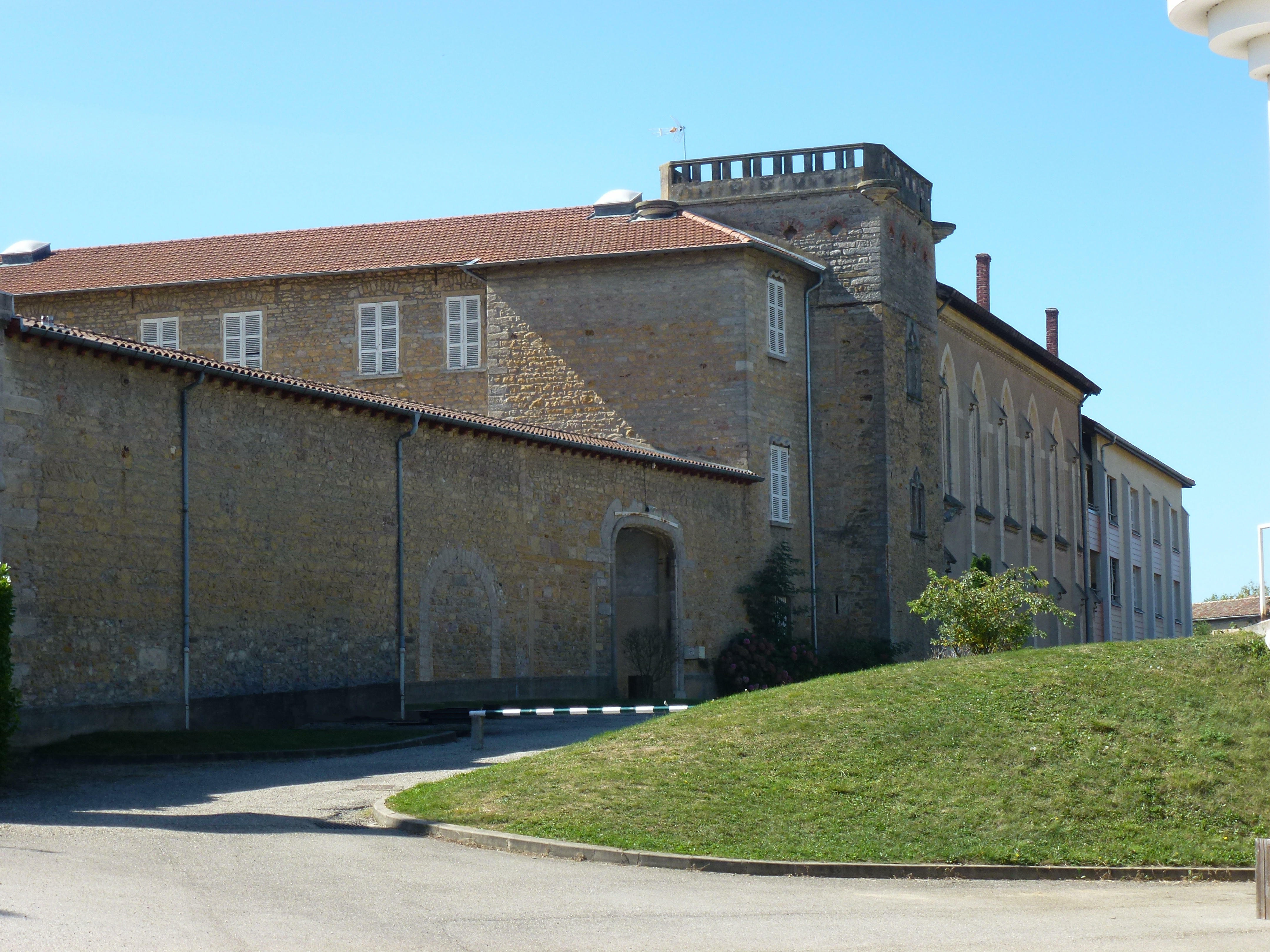
Côté nord.
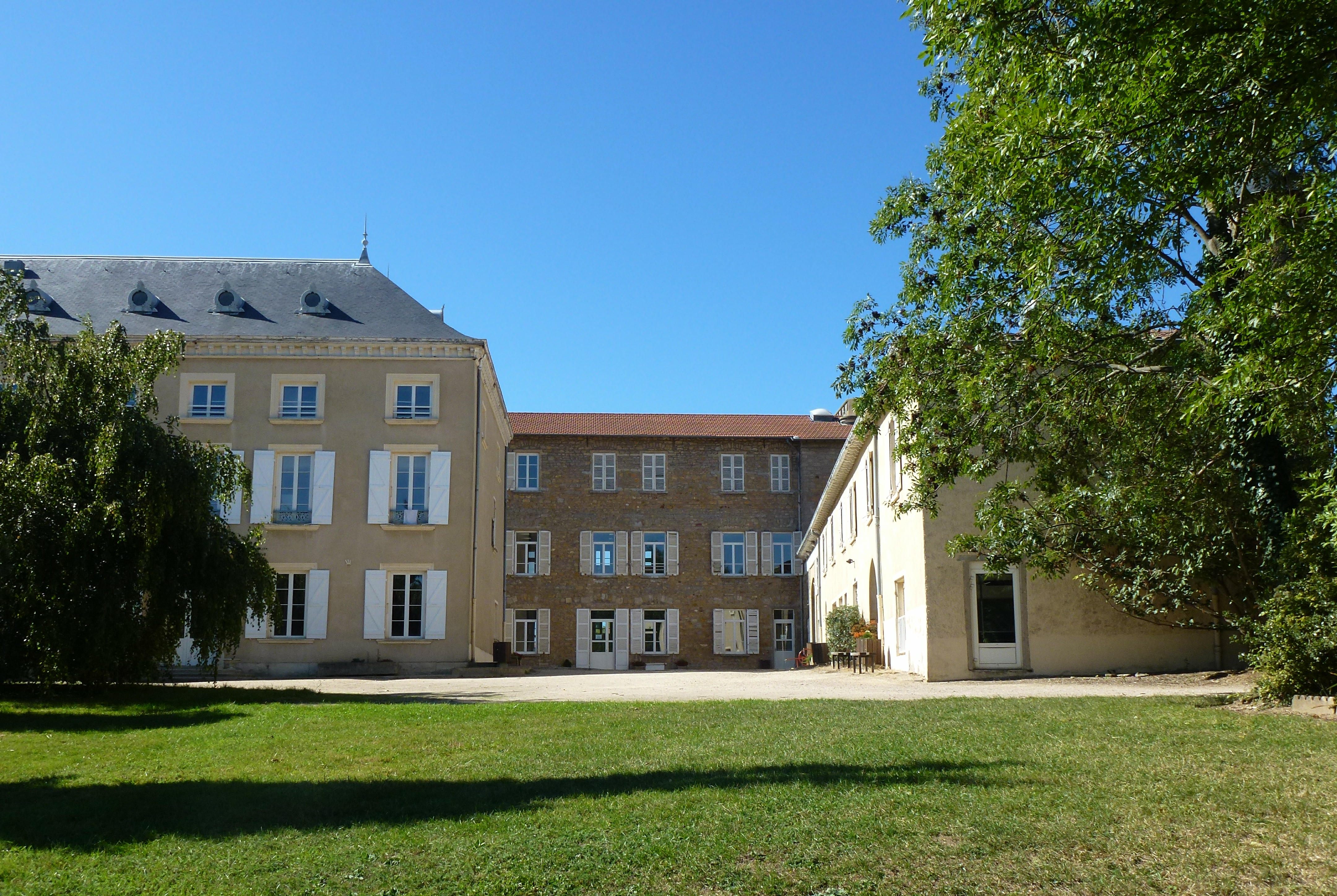
Côté est.
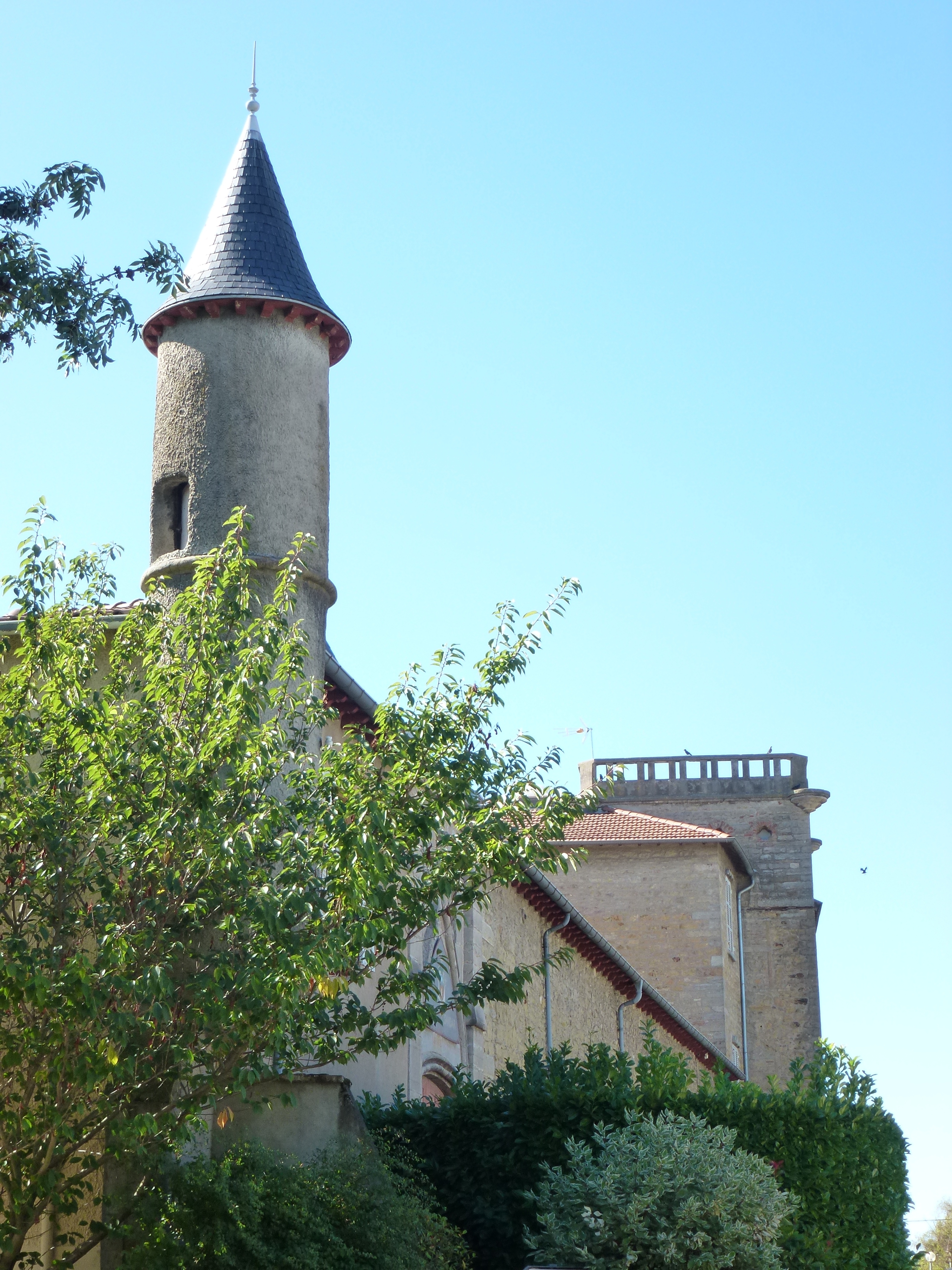
Poivrière.
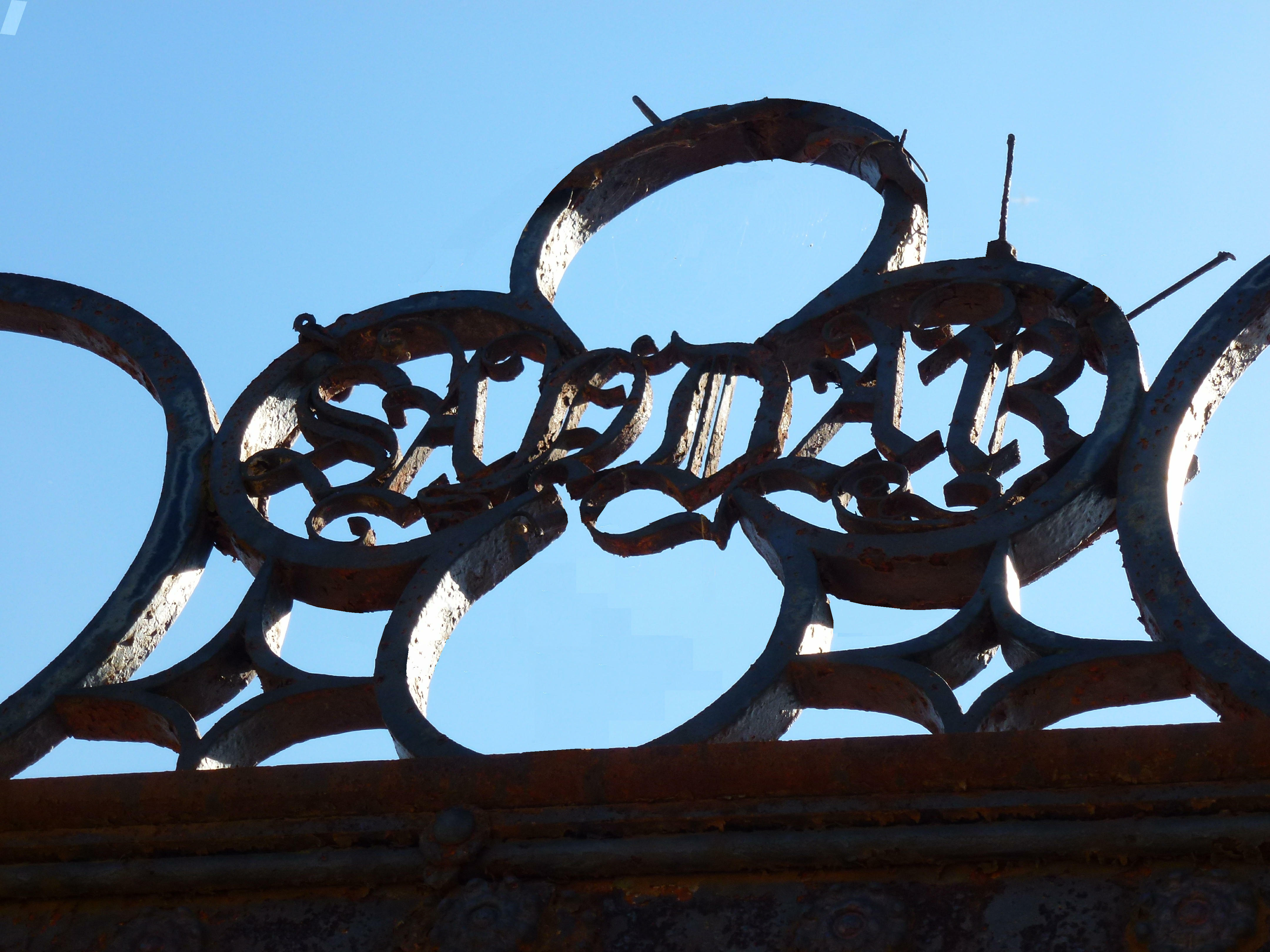
Détail d’un portail.
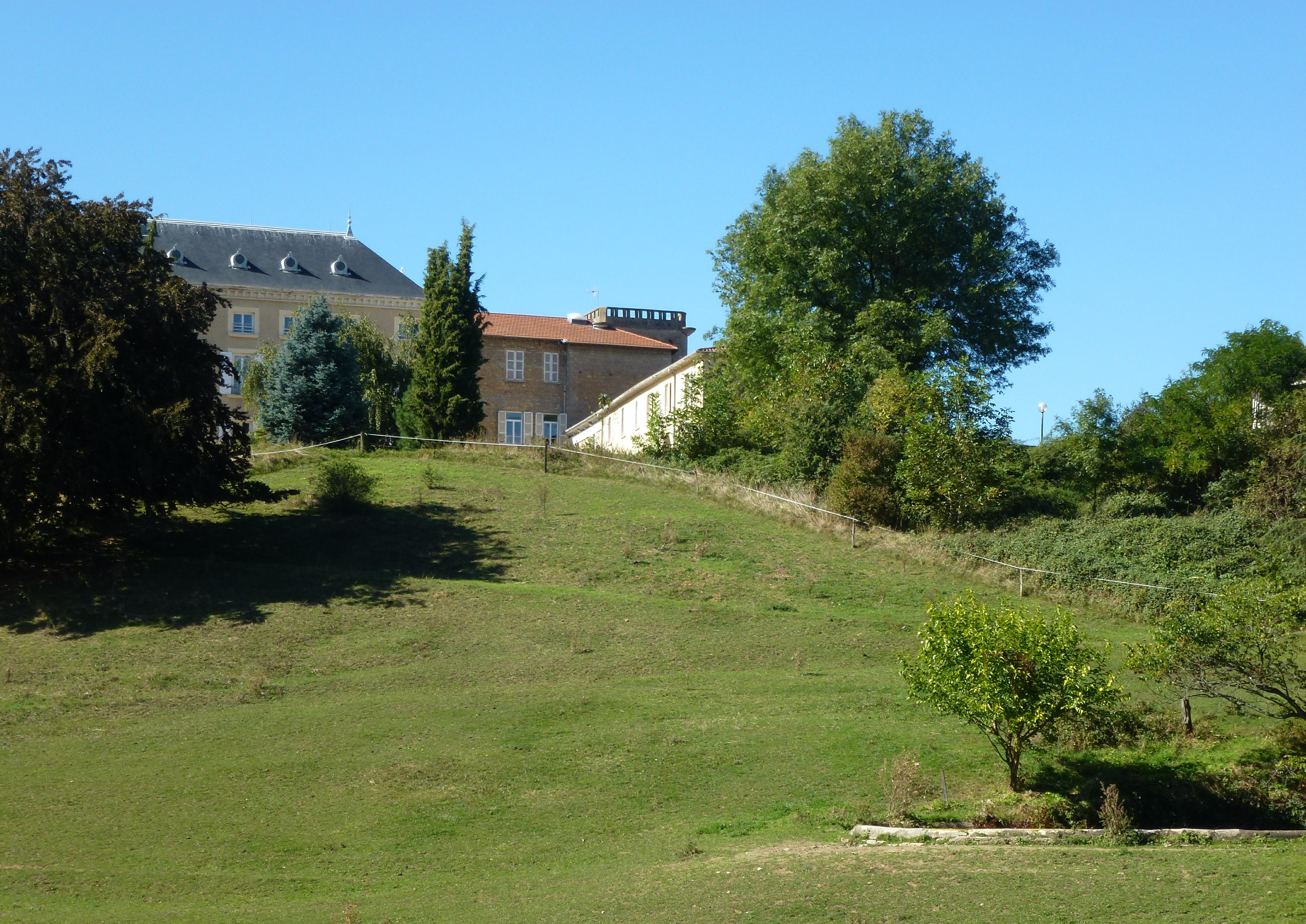
Prairie et bois.